# Zagađenje
Zagađenje ili zagađivanje je unošenje neke strane kemijske tvari ili energije (radioaktivnost, buka, toplina) u postojanom obliku, u okoliš, u koncentraciji ili količini, koja u nekom razdoblju uzrokuje izravnu štetu za okoliš, dijelove prirode, živa bića ili ljudsko zdravlje. Zagađivanjem se naziva i dugotrajni štetni, često nepovrativ utjecaj na dobrobit okoliša i njegove materijalne ili estetske vrijednosti. Zagađivanje se nastoji spriječiti kontrolom izvorišta zagađivala. Hrvatsko okolišno zakonodavstvo od 1994. ne poznaje pojam zagađivanje.
Čovjek svojim djelovanjem ugrožava i zagađuje tlo, zrak i vodu.  Zagađenje može uzrokovati bolest, pa 
čak i smrt (kod kroničnih bolesnika). U današnje vrijeme sve je više zagađivača koji zagađuju okolinu.

## Onečišćenje
Onečišćenje ili kontaminacija je prisutnost neke strane kemijske tvari (onečišćivala) u okolišu, u koncentraciji ili nepostojanom obliku koji u kraćem vremenu ne uzrokuje izravnu štetu za zdravlje ljudi ili drugih živih organizama. Industrijska djelatnost početkom 21. stoljeća, posebno proizvodnja kemikalija, lijekova i pomoćnih sredstava za obradbu sirovina, dovodi u okoliš bilo izravnim otpuštanjem bilo trošenjem ili uporabom proizvoda, na desetke tisuća različitih kemijskih spojeva. To su metali i metalni spojevi (soli), organski spojevi od jednostavnih do složenih, posebno halogeniranih organskih spojeva, plinovi, u prvom redu dušikovi i sumporni oksidi i njihovi spojevi s vodikom, te fluor i klor.

## Poveznice
- Svjetlosno zagađenje
- Utjecaj mesne industrije na okoliš

## Vanjske poveznice
- Svjetlosno zagađenje lightpollution.org